# Люсиен Леви-Дюрмер
Люсиен Леви-Дюрмер (на френски: Lucien Lévy-Dhurmer, 1865 – 1953) е френски художник и керамик, чието творчество се свързва с теченията символизъм и ар нуво.

## Биография
Люсиен Леви е роден на 30 септември 1865 г. в Алжир в еврейско семейство. През 1879 г. започва да изучава рисуване и скулптура в Париж. През 1887 г. Леви е назначен за главен художествен директор във фабриката за керамични изделия на Клеман Масие. Леви се интересува от декоративните изкуства в Северна Африка и в Азия и в работата му се усещат такива влияния. През 1895 г. той отива в Париж, за да се занимава с живопис; в същия период посещава Италия, където е повлиян и от изкуството на Ренесанса.
През 1896 г. той излага първите си пастели и картини под името Люсиен Леви-Дюрмер, добавяйки последните две срички от моминското име на майка си (Goldhurmer). Получава висока оценка за картините си и печели известност.
Леви-Дюрмер черпи вдъхновение от музиката и прави опити да пресъздаде творби на известни композитори като Лудвиг ван Бетовен под формата на картини.
Умира на 24 септември 1953 г. в Льо Везине.

## Галерия
- Ваза, ок. 1890 г.
- Диван, ок. 1911-1912 г.
- Трапезарията Wisteria, създадена за частния хотел на Огюст Рато в Париж през 1914 г.